# Середа, Иван Иванович
Иван Иванович Середа (1900—1954) — советский хозяйственный, государственный и политический деятель, Герой Социалистического Труда.

## Биография
Родился в 1900 году в Области войска Донского. Член КПСС.
С 1920 года — на хозяйственной, общественной и политической работе. В 1920—1954 годах — крестьянин-животновод, организатор и активный участник коллективизации в Ростовской области, управляющий отделением № 7, заведующий животноводческой фермой зерносовхоза «Гигант» Сальского района Ростовской области, участник Великой Отечественной войны, управляющий отделением зернового совхоза «Гигант» Министерства совхозов СССР.
Указом Президиума Верховного Совета СССР от 3 апреля 1948 года присвоено звание Героя Социалистического Труда с вручением ордена Ленина и золотой медали «Серп и Молот».
Умер в Сальском районе в 1954 году.